# Глушко, Антон Кузьмич
Анто́н Кузьми́ч Глушко́ (Глушко́в) (18 [30] января 1884, Таганрог — 26 мая 1919, Харьков) — российский революционер, советский государственный и партийный деятель, первый председатель Таганрогского комитета РСДРП и большевистского Совета рабочих депутатов.

## Биография
Родился в рабочей семье. Окончил трёхклассное приходское училище, стал учеником в наборном цехе типографии А. Б. Тараховского. Здесь в 1903 году началась его революционная деятельность. Глушко принимал участие в организации подпольного марксистского кружка печатников, создании первого профсоюза типографских рабочих. В 1907 г. в Таганроге была создана подпольная типография РСДРП, где с помощью Глушко и его товарищей печатались прокламации и листовки. В июне 1908 г. Глушко был арестован и около 9 лет находился в ссылке, занимался революционной деятельностью в условиях Сибири. Бежал из ссылки, был вновь арестован. В 1917 г. был амнистирован, вернулся в Таганрог, где сразу же включился в борьбу с меньшевиками.

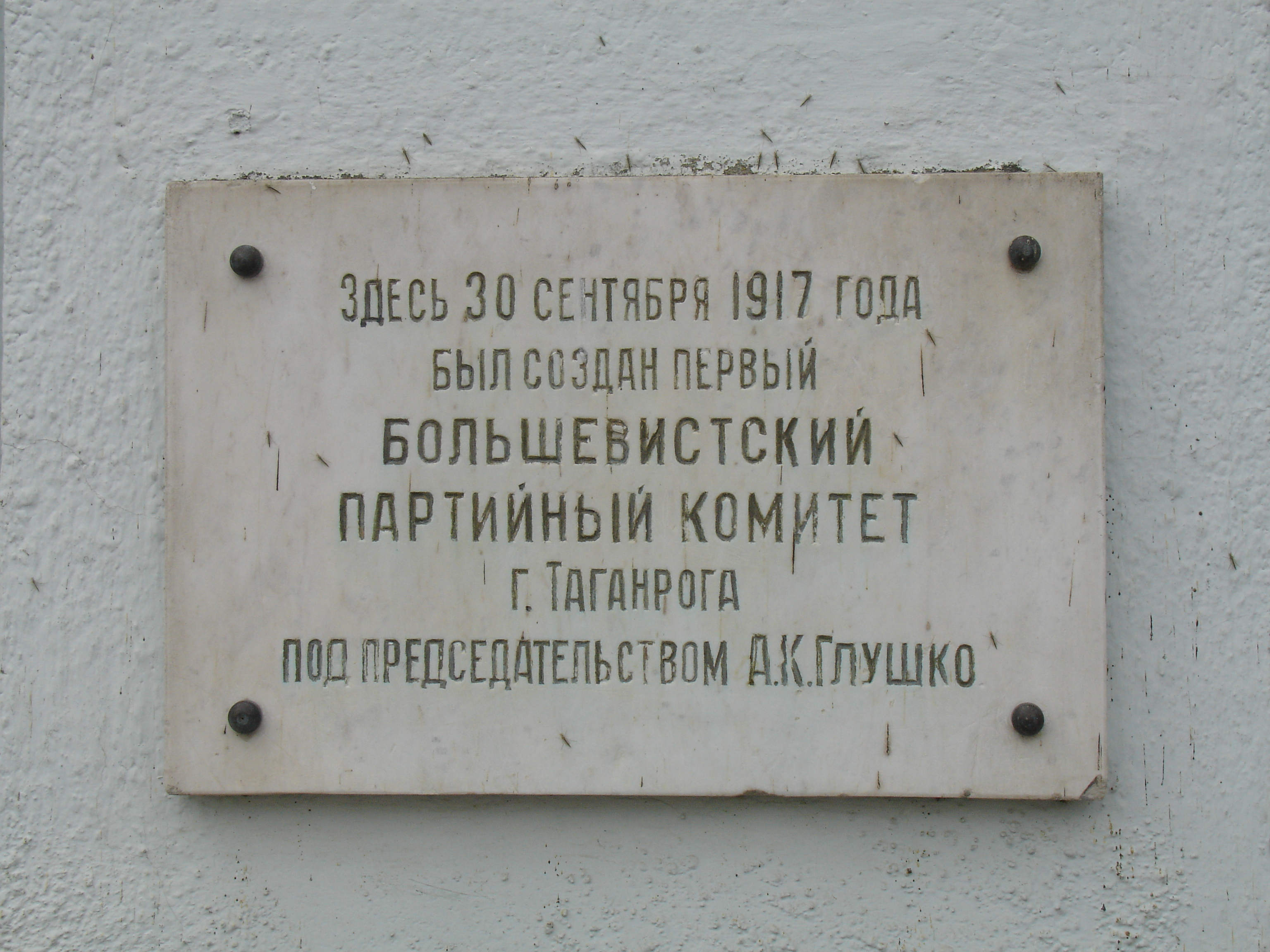
Мемориальная доска первого большевистского комитета

30 сентября 1917 г. был создан новый большевистский партийный комитет, председателем которого был избран Глушко.
В январе 1918 г. произошло вооружённое восстание таганрогских рабочих, в городе была установлена советская власть. Глушко в феврале возглавил Ревком, а затем Совет рабочих депутатов. Под натиском германских оккупантов советская власть в апреле была вынуждена покинуть Таганрог.
Глушко сражался на Северо-Кавказском фронте и в Астраханских степях. Заболел и скончался от туберкулёза.

## Память

Бюст А. К. Глушко

- В Таганроге именем А. К. Глушко назван переулок в центральной исторической части города;
- На углу пер. Антона Глушко и улицы Чехова в Таганроге установлен бюст А. К. Глушко